# Бурлак, Светлана Анатольевна
Светла́на Анато́льевна Бурла́к (род. 12 июня 1969, Иваново) — российский лингвист, специалист по тохарским языкам и автор общих работ по компаративистике и происхождению человеческого языка. Доктор филологических наук (2013), профессор РАН с 22 декабря 2015 года. Представитель Московской школы лингвистической компаративистики.

## Биография
Светлана Анатольевна Бурлак родилась в Иваново 12 июня 1969 года.
В 1991 году окончила отделение структурной и прикладной лингвистики филологического факультета МГУ имени М. В. Ломоносова, защитив дипломную работу по теме «К реконструкции пратохарской фонологической системы». Научный руководитель — С. А. Старостин.
В 1995 году в Институте востоковедения РАН под научным руководством С. А. Старостина защитила диссертацию на соискание учёной степени кандидата филологических наук по теме «Историческая фонетика тохарских языков».
В 2013 году защитила диссертацию на соискание учёной степени доктора филологических наук по теме «Эволюционные механизмы и этапы формирования человеческого языка».
Ведущий научный сотрудник Института востоковедения РАН.
С декабря 2015 года является профессором Российской академии наук.
Эксперт просветительской программы «Всенаука». В 2021 году книга Светланы Бурлак «Происхождение языка. Факты, исследования, гипотезы» попала в число научно-популярных книг, которые в рамках проекта «Дигитека» распространяются в электронном виде бесплатно для всех читателей.
В 1994 году приняла участие в телеигре «Своя игра». Игрок спортивной версии «Что? Где? Когда?». До 2006 года выступала за команду Ильи Иткина, в 2010—2012 годах выступала за команду Юлии Силинг.

## Общественная позиция
Подписала открытое письмо к директору ФСБ А. В. Бортникову об обвинениях в оправдании сталинских репрессий.
В феврале 2022 года подписала открытое письмо российских учёных и научных журналистов с осуждением вторжения России на Украину и призывом вывести российские войска с украинской территории.

## Научная деятельность
Автор многочисленных лингвистических задач, учебников и научно-популярных публикаций, один из постоянных преподавателей Летней лингвистической школы и Летней экологической школы. Автор трудов по компаративистике и тохаристике, исследует происхождение человеческого языка. С 1996 года читает студентам Отделения теоретической и прикладной лингвистики филологического факультета МГУ курс лекций «Сравнительно-историческое языкознание». С. А. Бурлак является автором более тридцати научных работ и автором статей «Генеалогическая классификация языков» и «Глоттогенез» Большой российской энциклопедии.

## Книги и публикации
- Бурлак С. А. Историческая фонетика тохарских языков. — М.: Институт востоковедения РАН, 2000. — 274 с. — ISBN 5-89282-149-8
- Бурлак С. А., Старостин С. А. Сравнительно-историческое языкознание : Учеб.для студентов вузов. — М.: Academia, 2005. — 430с. — ISBN 5-7695-1445-0
- Бурлак С. А. Происхождение языка: новые материалы и исследования : обзор. — М.: ИНИОН РАН, 2007. — 78 с. — ISBN 978-5-248-00302-0
- Бурлак С. А. Происхождение языка: Факты, исследования, гипотезы. — М.: Corpus, 2011. — 462 с. — ISBN 978-5-271-31205-2
- Бурлак С. А. Происхождение языка: факты, исследования, гипотезы. — 2-е изд., перераб. и доп. — М.: Альпина нон-фикшн, 2020. — 610 с. — 3000 экз. — ISBN 978-5-00139-059-6